# デイヴ・ビーサント
デイヴィッド・ジョン・ビーサント（David John Beasant, 1959年3月20日 - ）は、イングランド・ブレント区出身の元サッカー選手。ポジションはゴールキーパー。

## クラブ経歴
1979年にウィンブルドンFCに加入すると、正GKとして活躍する。特に1987-88シーズンのFAカップ決勝ではリヴァプールFCの攻撃陣を相手に好セーブを連発。60分のPKのピンチではジョン・オルドリッジのシュートをセーブし、得点を許さなかった。FAカップ決勝では初のPKストップだった。結果、ウィンブルドンは前半に挙げた1点を守りきり優勝を果たした。ビーサントはキャプテンとしてカップを掲げた。
この活躍が認められると、ニューカッスル・ユナイテッドFCやチェルシーFCといったチームでもプレーし、活躍した。フラムFCに所属していた2004年に一度現役を引退した。
2013年にイングランド8部リーグのノース・グリンフォード・ユナイテッドFCで54歳にして現役復帰を果たした。
スティヴネイジFCでGKコーチを務めていた2014年には息子で第2GKであるサム・ビーサントが負傷し、正GKのクリス・デイ以外のGKが不足する事態に陥ったときに控えGKとしてリーグ戦でベンチ入りを果たした。出場すればリーグ最高齢出場記録を新記録の55歳に更新する状況であったが、結局試合に出場することはなかった。

## 代表経歴
ウィンブルドンFCでの上記の活躍などもあり、1989年にサッカーイングランド代表に30歳にして初招集された。11月に行われたサッカーイタリア代表との親善試合で後半開始時にピーター・シルトンと交代して代表デビューを果たした。
翌年、デビッド・シーマンの負傷により1990 FIFAワールドカップのメンバーに選ばれた。しかし、ベスト4入りしたチームで出場機会は訪れなかった。

## その他
息子のサム・ビーサントもサッカー選手であり、自身と同じくGKである。
引退後は2014年にスティヴネイジFCでGKを務めたのち、2015年からはレディングFCでGKコーチを務めている。

## タイトル
ウィンブルドン
- FAカップ:1987-88

サウサンプトン
- 年間最優秀選手:1996

ノッティンガム・フォレスト
- 年間最優秀選手:2000